# Haplodontium purpusii
Haplodontium purpusii är en bladmossart som beskrevs av Jules Cardot 1911. Haplodontium purpusii ingår i släktet Haplodontium och familjen Bryaceae. Inga underarter finns listade i Catalogue of Life.